# Vanda lilacina
Vanda lilacina är en orkidéart som beskrevs av Johannes Elias Teijsmann och Simon Binnendijk. Vanda lilacina ingår i släktet Vanda och familjen orkidéer. Inga underarter finns listade i Catalogue of Life.